# Fascination!
 Fascination! — третий мини-альбом британской синтипоп-группы The Human League, изданный в 1983 году лейблом Virgin Records в Великобритании и A&M Records в США. Материал альбома состоит из ранее издававшихся песен, находящиеся на би-сайдах синглов группы, а также из одной новой «I Love You Too Much», кроме того, в Fascination! вошли два сингла коллектива «Mirror Man» и «(Keep Feeling) Fascination».

## Об альбоме
Альбом состоит из шести песен, две из которых — «Mirror Man» и «(Keep Feeling) Fascination» были изданы синглами и стали хитами в Великобритании и в США.
В альбом была включена песня «Hard Times», находящаяся на стороне «Б» сингла «Love Action (I Believe in Love)» 1981 года, также присутствующая в альбоме ремиксов Love and Dancing (1982).
Версия песни «I Love You Too Much» 1983 года значительно отличается от версии 1984 года, записанной для альбома четвёртого студийного альбома Hysteria, так как поздняя версия была почти полностью переработана.
Диск продюсировал Мартин Рашент, который работал с группой над их успешным альбомом Dare, он также продюсировал «Mirror Man» и «(Keep Feeling) Fascination».
В 2012 году вышло делюкс-издание этого мини-альбома под названием Dare/Fascination, в котором «Hard Times» отсутствовала и была заменена другими бонус-треками.

## Список композиций
Издание 1983 года (виниловая пластинка)
1. «(Keep Feeling) Fascination» (Extended) (Коллис, Оки) — 4:56
2. «Mirror Man» (Бёрден, Коллис, Оки) — 3:48
3. «Hard Times» (Коллис, Оки, Райт) — 4:54
4. «I Love You Too Much» (Бёрден, Коллис, Оки) — 3:18
5. «You Remind Me of Gold» (Оки) — 3:35
6. «(Keep Feeling) Fascination» (Improvisation) — 6:12

Издание 2008 года (цифровая загрузка)
1. «(Keep Feeling) Fascination» (Extended Remix) — 4:56
2. «Mirror Man» — 3:50
3. «Hard Times» (Instrumental Version) — 4:57
4. «I Love You Too Much» — 3:18
5. «You Remind Me of Gold» — 3:35
6. «(Keep Feeling) Fascination» (Improvisation) — 6:15
7. «I Love You Too Much» (Dub Version) (Бёрден, Коллис, Райт) (бонус-трек) — 5:54

Особое издание 2012 года — Dare/Fascination (CD)
1. «Mirror Man» — 3:50
2. «You Remind Me of Gold» — 3:37
3. «(Keep Feeling) Fascination» (Extended version) — 4:58
4. «I Love You Too Much» — 3:19
5. «You Remind Me of Gold» (Instrumental) — 3:54
6. «(Keep Feeling) Fascination» (Improvisation) — 6:13
7. «I Love You Too Much» (Dub Version) — 5:53
8. «Total Panic» — 3:29